# Pompejusze
Pompejusze, łac. Pompeii – rzymski ród plebejski.
Brak o nim wzmianek przed II wiekiem p.n.e. Pierwszym jego przedstawicielem na urzędzie konsula był Kwintus Pompejusz w roku 141 p.n.e., który wedle Cycerona (w jednej z mów przeciw Werresowi i mowie W obronie Sulpicjusza Rufusa Mureny oraz dialogu Brutus) był człowiekiem skromnego, niejasnego pochodzenia.
Wiadomo, że w okresie republiki w skład rodu wchodziły trzy, odrębne rodziny. Więcej wiadomo o dwóch z nich: tej, której przedstawicielem był konsul 141 roku p.n.e. i w której pojawił się cognomen Rufus oraz rodzinie triumwira Gnejusza Pompejusza. Jego ojciec nosił osobisty cognomen Strabon, on zaś otrzymał dziedziczny Magnus (Wielki). 
W źródłach notowane są także inne przydomki: Faustulus (na monetach z imieniem niejakiego Sekstusa Pompejusza) i Pius, przybrany przez Sekstusa, syna triumwira (na znak podjęcia roli mściciela ojca i brata) oraz cały szereg innych, związanych z wyzwoleńcami lub mieszkańcami prowincji, którzy otrzymali obywatelstwo rzymskie za sprawą Pompejuszów.

## Znani członkowie rodu
- Kwintus Pompejusz, konsul 141 roku p.n.e.[2]
- Kwintus Pompejusz Rufus, mówca wspominany przez Cycerona[1]
- Kwintus Pompejusz Bithynicus, mówca[1]
- Gnejusz Pompejusz Strabon, ojciec triumwira[2]
- Gnejusz Pompejusz Magnus, triumwir[3]
- Sekstus Pompejusz Magnus, syn powyższego[3]
- drzewo genealogiczne Pompejuszów – rodzina triumwira
- Kwintus Pompejusz Silo, mówca współczesny Porcjuszowi Latronowi[1]
- Kwintus Pompejusz Capito, tragik z I wieku p.n.e.[1]
- Pompejusz Saturinus, retor[1]
- Pompejusz Planta, prefekt Egiptu w 98 roku n.e.[1]
- Pompejusz Trogus, historyk[1]